# Szenariotechnik
Die Szenariotechnik ist eine Prognose-Methode, die sowohl in der Politik, in der Wissenschaft, als auch der Wirtschaft zur strategischen Planung verwendet wird. Ziel ist es, mögliche Entwicklungen der Zukunft zu analysieren und zusammenhängend darzustellen. Beschrieben werden dabei alternative zukünftige Situationen sowie Wege, die zu diesen zukünftigen Situationen führen. Szenarien stellen hypothetische Folgen von Ereignissen auf, um auf kausale Prozesse und Entscheidungsmomente aufmerksam zu machen. Neben der Darstellung, wie eine hypothetische Situation in der Zukunft zustande kommen kann, werden Varianten und Alternativen dargestellt und aufgezeigt, welche Möglichkeiten es in jedem Stadium für verschiedene Akteure gibt, um den weiteren Prozess zu steuern.
Die Szenariotechnik verfolgt etwa die Analyse von Extremszenarien (positives Extrem-Szenario/Best Case Scenario, negatives Extrem-Szenario/Worst Case Scenario) oder besonders relevanter oder typischer Szenarien (Trendszenario). Szenariotechnik wird weiterhin in der Psychologie und Psychotherapie verwendet (Psychodrama, Soziodrama). Hier geht es sowohl um Zukunfts- als auch um Vergangenheitsszenarien.

## Hintergrund und Anwendungsfälle
Die Szenariotechnik mit ursprünglich militärischen Wurzeln hat mittlerweile Anwendungsmöglichkeiten in ökonomischen und gesellschaftlichen Fragestellungen gefunden. Die bevorzugten Anwendungsbereiche sind:
- Vorbereitung von Entscheidungen in der Politik und in der Wirtschaft (z. B. in Bezug auf: Technologieentwicklung, Geschäftsmodelle, Markt- und Branchenentwicklungen)
- Orientierung hinsichtlich zukünftiger Entwicklungen
- Strategieentwicklung und -überprüfung
- frühzeitiges Erkennen von Veränderungsmöglichkeiten durch Sensibilisierung für die Zukunft

### Weitere Anwendungsfelder
- Krisenmanagement
- Betriebliches Kontinuitätsmanagement
- Projektmanagement
- Risikomanagement
- Evaluation (Zielexplikation)
- Unternehmensentwicklung
- Personalplanung

### Beispiele
- volkswirtschaftliche Szenarien in Kombination mit der Methode System Dynamics: Dennis Meadows Studie für den Club of Rome: Die Grenzen des Wachstums
- strategische Unternehmensplanung: Bei Shell wurde die Szenario-Technik in den 70er Jahren erfolgreich bei der Bewältigung der Ölpreiskrise eingesetzt.
- Der Internationale Ausschuss zum Klimawandel (IPCC) hat Szenarien erarbeitet, wie die Welt der Zukunft aussieht und welche Auswirkungen der Klimawandel haben kann.

## Szenariotrichter
Szenarien werden häufig in Form eines Szenariotrichters dargestellt. Den Ausgangspunkt der Betrachtung bildet das Trendszenario, welches auf einer Zeitachse aufgespannt wird. Dieses Trendszenario stellt die zukünftige Entwicklung unter der Annahme stabiler Umweltentwicklungen dar (Ceteris paribus). Da im Regelfall allerdings von instabilen Umweltbedingungen ausgegangen werden muss, werden sowohl positive als auch negative Entwicklungsmöglichkeiten berücksichtigt.
Durch die immer weitere Entfernung von der Gegenwart und die damit verbundenen möglichen Abweichungen vom Trendszenario erhöht sich die Spannweite mit Fortdauer der Zeit. Jenes Extremszenario, das die bestmögliche Entwicklung („best case“) aufzeigt, stellt das obere Ende des Trichters dar, wohingegen der sogenannte „worst case“, also die schlechteste Entwicklungsmöglichkeit, das untere Ende bildet.

## Alternativer Szenariotrichter
In der Gegenwart ist der Szenariotrichter am engsten. Am Ausgangspunkt sind die Beziehungen im betrachteten System und die auf sie einwirkenden Faktoren bekannt. Allerdings: Schon bei der Betrachtung der Gegenwart finden sich unterschiedliche Sichtweisen der Realität, die von verschiedenen Einschätzungen geprägt sind. Wesentliches Element des Szenario-Denkens ist also die Erkenntnis, dass die Zukunftssicht häufig aus einer spezifischen Optik der Gegenwart eingeengt ist und es diese Grenze zu überspringen gilt, wenn das Feld möglicher Alternativen tatsächlich ausgeleuchtet werden soll. Der Trichter veranschaulicht den denkbaren Raum plausibler Zukünfte, der mit Szenarien abgebildet werden kann. Auf diesen Trichter können im Zeitverlauf Entwicklungen und Ereignisse einwirken, denen zwar unter heutigen Umständen eine äußerst geringe Plausibilität zugemessen wird, die aber dennoch nicht ausgeschlossen werden und einen großen Einfluss auf die Entwicklung haben können. Man spricht von Wildcards oder Diskontinuitäten.

## Phasen
Die Anwendung der Szenariotechnik wird in der Literatur in Phasen eingeteilt. Es finden sich unterschiedliche Phasenmodelle, die sich in der Regel nur unwesentlich voneinander unterscheiden. Im Folgenden wird das Vorgehen der Szenario-Technik an einem einfachen Phasenmodell erläutert.

### Schritt 1: Aufgaben- und Problemanalyse
Im Rahmen der Aufgaben-  und Problemanalyse wird der Untersuchungsgegenstand zunächst festgelegt und beschrieben. Anschließend werden die Faktoren/Deskriptoren ermittelt, die den Untersuchungsgegenstand bzw. die künftigen Szenarien dieses Feldes beschreiben und möglicherweise beeinflussen.
Output dieser Phase sind eine detaillierte Aufgaben- und Problembeschreibung sowie eine Faktorenliste.

### Schritt 2: Einflussanalyse
In der Einflussanalyse wird untersucht, wie sich die einzelnen Faktoren wechselseitig beeinflussen. Dies kann mit einer Vernetzungstabelle ermittelt werden. Hierbei werden die Deskriptoren einander gegenübergestellt. Im direkten Vergleich wird ermittelt, welchen Einfluss (keinen, mittlere Wirkung, hohe Wirkung) ein Faktor auf einen anderen Faktor besitzt. Anschließend können jeweils die Aktiv- und die Passivwirkungen kumuliert und die Faktoren in einer Einflussmatrix miteinander verglichen werden. (Dieser Schritt findet sich auch in Frederic Vesters Sensitivitätsmodell).
Output dieser Phase sind die Vernetzungstabelle und eine Einflussmatrix sowie eine Übersicht über die Größe des Einflusses der einzelnen Faktoren. Mit Hilfe dessen kann man die meist sehr große Anzahl von Einflussfaktoren auf eine handhabbare Anzahl reduzieren, wenn man nur die einflussreichsten Faktoren auswählt.

### Schritt 3: Trendprojektion und Ermittlung von Szenarien
Zunächst gilt es die unterschiedlichen Entwicklungsmöglichkeiten für die einzelnen ausgewählten Faktoren zu ermitteln. Welche Ausprägungen/zukünftige Entwicklungen sind für die einzelnen Faktoren möglich/denkbar? Die unterschiedlichen Ausprägungen können generisch in einem morphologischen Kasten ermittelt werden.
Durch die mathematische Kombination der verschiedenen Faktorausprägungen entstehen mögliche Szenarien. Beispielsweise kombiniert man die erste Ausprägung des ersten Faktors mit der zweiten Ausprägung des dritten Faktors: "Faktor 1 Bildung" mit der Ausprägung "Insgesamt hohes Bildungsniveau in der Gesellschaft" wird kombiniert mit der Ausprägung des Faktors 3 "Technologieverständnis" "Insgesamt hohes Technologieverständnis". Da aber unter Umständen nicht alle Kombinationen sinnvoll sind oder sich sogar ausschließen, oder mehrere Kombinationen aufgrund ihrer Ähnlichkeit oder Bedeutung zusammengefasst werden können, ist eine Bündelung der Alternativen und eine Beschränkung der weiteren Untersuchung auf ausgesuchte Szenarien oder Alternativenbündel sinnvoll. Um effektiv mit den Szenarien arbeiten zu können, ist es sinnvoll, eine Anzahl von vier bis acht Szenarien auszuwählen. Üblicherweise wird man wenigstens die beiden Extremszenarien, das Trendszenario und eventuell wenige, ausgewählte Szenarien weiter betrachten. Mit Hilfe einer Wechselwirkungsanalyse können Zusammenhänge zwischen verschiedenen, zukünftig möglicherweise auftretenden Ereignissen dargestellt, analysiert und auf deren gegenseitige Auswirkungen untersucht werden. So können die vorher identifizierten, möglichen Szenarien auf ihre Plausibilität hin untersucht werden.
Output dieser Phase sind die möglichen Ausprägungen der einzelnen Faktoren/Deskriptoren sowie ihre Kombination/Bündelung zu verschiedenen Szenarien. Anschließend bietet sich eine Beschreibung/Ausformulierung der Szenarien an, um sie verständlicher und leichter kommunizierbar zu machen.

### Schritt 4: Bewertung und Interpretation
Die ausgewählten Szenarien werden in dieser Phase weiter untersucht. Die Szenarien werden mit ihren geschätzten Eintrittswahrscheinlichkeiten sowie den jeweiligen Chancen und Risiken gegenübergestellt. Außerdem lassen sich die Szenarien bezüglich Ist-Situation (In welchem Szenario befinden wir uns?) und Erwartungssituation (Wohin entwickelt sich die Zukunft) bewerten. Nach dieser Betrachtung können Unternehmen Maßnahmen/Handlungsoptionen für die einzelnen Szenarien definieren, um sich für diese zu rüsten. Mit Hilfe von Szenarien kann ein Unternehmen ebenfalls seine Strategie überprüfen. Stellt es fest, dass seine aktuelle Strategie in keinem der erarbeiteten Szenarien Erfolg hat, muss eine Anpassung der Strategie stattfinden. Szenarien helfen in diesem Fall bei der zukunftsrobusten Strategiefindung.
Output dieser Phase sind Bewertung und Gegenüberstellung sowie abgeleitete Handlungsoptionen und Maßnahmen der ausgewählten Szenarien.

## Qualitatives oder quantitatives Vorgehen
Die Methoden zur Entwicklung und Analyse möglicher Entwicklungen der Zukunft reichen von rein qualitativen Vorgehensweisen auf der Basis der plausiblen Beschreibung von Entwicklungspfaden über die heuristische Anwendung von ordinalen Werten einer Rating-Skala bis hin zu rein quantitativen Methoden wie die Faktorenanalyse. Den Übergang vom qualitativen zum quantitativen Vorgehen bildet die umstrittene These, dass bei der Anwendung von mindestens vier verschiedenen Werten die Anwender implizit von einer Intervallskalierung ausgehen. Bejaht man diese These, dann kann man von einem Intervallskalenniveau ausgehen und auch quantitative Verfahren anwenden. Verneint man diese These, dann bleibt man rein qualitativ.

## Kombination von Delphi und Szenarien
Forscher und Strategen kombinieren in den vergangenen Jahren immer häufiger zwei Methoden der Vorausschau: die Szenariotechnik und die Delphi-Methode. Je nachdem, welche der jeweiligen Methode die dominante bleibt, spricht man von Delphi-Szenarien oder Szenario-Delphis. Beide Kombinationen ermöglichen eine Verbesserung der einzelnen Methodiken, indem die Vorteile summiert werden. In der Praxis wird eine der beiden Techniken zur übergeordneten Methodologie bestimmt und die zweite bei einer bestimmten Phase integriert.
Die (1) Integration der Delphi-Methode in den Szenarioprozess ist gängiger als (2) die Entwicklung von szenariobasierten Delphi-Befragungen. In der Literatur wird diese (1) Art als Delphi- oder expertenbasierte Szenarien diskutiert (vgl. Rikkonen, 2005; von der Gracht, 2008;). Aktuelle Forschungen belegen, dass die Gültigkeit, Akzeptanz, Plausibilität und Konsistenz von Szenarien enorm gesteigert werden kann, indem Expertenwissen mittels Delphi-Befragungen in den Prozess integriert wird. Die Delphi-Technik kann insbesondere in der Szenario-Phase der Trendprojektionen eingesetzt werden. Expertenwissen zur Zukunft wird durch eine Delphi-Befragung systematisch erfasst und kann so als Input für die Generierung alternativer Szenarien verwendet werden. Basierend auf der Meinung eines Delphi-Panels können relevanten Ereignissen und Entwicklungen Eintrittswahrscheinlichkeiten zugeordnet werden. Des Weiteren können durch eine Delphi-Befragung zentrale Argumentationslinien sowie extreme Entwicklungen, für den Szenario-Erstellungsprozess identifiziert werden.
Ein wissenschaftlich fundierter Prozess zur Erstellung Delphi-basierter Szenarien findet sich in von der Gracht (2010).